# Сабанкуль
Сабанку́ль (рос. Сабанкуль, башк. Һабанкүл) — присілок у складі Караідельського району Башкортостану, Росія. Входить до складу Новобердяської сільської ради.
Населення — 70 осіб (2010; 46 у 2002).
Національний склад:
- башкири — 96 %